# Föderale Agentur für Lufttransport
Die Föderale Agentur für Lufttransport (russisch Федеральное агентство воздушного транспорта, kurz Rosawiazija / Росавиация, im Englischen und international meist rosaviation geschrieben) ist die zivile Luftfahrtbehörde Russlands.
Die Behörde ist dem russischen Verkehrsministerium unterstellt und hat ihren Sitz in Moskau. Sie wird von Alexander Neradko geleitet, der die Funktion im Dezember 2009 übernahm. Sie ist Teilnehmerin des Zwischenstaatlichen Luftfahrtkomitees (MAK) der aktuellen und ehemaligen GUS-Staaten.

## Geschichte
1964 wurde das Ministerium für Zivilluftfahrt der UdSSR (Министерство гражданской авиации СССР) gegründet. Es wurde 1991 aufgelöst und als Behördenabteilung in das russische Luftverkehrsministerium eingegliedert. Die Abteilung trug ab 1996 den Namen Föderaler Luftfahrtdienst Russlands (Федеральная авиационная служба России), ab 1999 Russischer Föderaler Dienst für Lufttransport (Федеральная служба воздушного транспорта России) und ab 2000 Staatlicher Dienst für Zivilluftfahrt im Ministerium für Verkehr (Государственная служба гражданской авиации Министерства транспорта Российской Федерации).
Im Rahmen einer Verwaltungsreform und in Übereinstimmung mit einem Erlass des russischen Präsidenten vom 9. Februar 2004 wurde die Föderale Agentur für Lufttransport gegründet. Sie ist nicht unmittelbare Nachfolgerin des Staatlichen Dienstes für Zivilluftfahrt. Mit ihrer offiziellen Gründung im Jahre 2004 wurden die Verwaltungsaufgaben des Vorgängers in drei Exekutivbehörden aufgeteilt. Die beiden anderen Nachfolger sind die Föderale Transportbehörde Rostransnadzor sowie eine weitere Abteilung des russischen Verkehrsministeriums.

## Aufgaben
Die Föderale Agentur für Lufttransport beaufsichtigt die Organisation nationaler und internationaler Flüge. Eine ihrer Hauptaufgaben ist die Gewährleistung der Sicherheit der russischen Luftverkehrsinfrastruktur.